# یوکو مینامیدا
یوکو مینامیدا (انگلیسی: Yōko Minamida; ۱ مارس ۱۹۳۳ – ۱۹ اکتبر ۲۰۰۹) بازیگر اهل ژاپن بود.
از فیلم‌ها یا برنامه‌های تلویزیونی که وی در آن نقش داشته‌است می‌توان به پرنسس یانگ کوی فی، خانه، عاشقان مصلوب، خورشید باکوماتسو، و خوک‌ها و کشتی جنگی اشاره کرد.